# Grande-Bretagne aux Jeux paralympiques d'été de 2008
La Grande-Bretagne participe aux Jeux paralympiques d'été de 2008 à Pékin en Chine. Il s'agit de sa 13e participation à des Jeux paralympiques d'été. 
Elle concourt dans tous les sports, à l'exception du goalball et du volley-ball.
Avec un total de 212 athlètes britanniques, la Grande-Bretagne parvient à se hisser à la 2e place dans le classement par nation.

## Bilan général

### Bilan par jour de compétition
| Jour         | Médaille d'or, Jeux paralympiques | Médaille d'argent, Jeux paralympiques | Médaille de bronze, Jeux paralympiques | Total |
| ------------ | --------------------------------- | ------------------------------------- | -------------------------------------- | ----- |
| 7 septembre  | 4                                 | 1                                     | 2                                      | 7     |
| 8 septembre  | 3                                 | 3                                     | 1                                      | 7     |
| 9 septembre  | 9                                 | 6                                     | 4                                      | 19    |
| 10 septembre | 5                                 | 3                                     | 2                                      | 10    |
| 11 septembre | 6                                 | 3                                     | 6                                      | 14    |
| 12 septembre | 6                                 | 4                                     | 2                                      | 12    |
| 13 septembre | 5                                 | 1                                     | 7                                      | 13    |
| 14 septembre | 3                                 | 2                                     | 3                                      | 8     |
| 15 septembre | 0                                 | 4                                     | 2                                      | 6     |
| 16 septembre | 1                                 | 2                                     | 3                                      | 6     |
| 17 septembre | 0                                 | 0                                     | 0                                      | 0     |
| Total        | 42                                | 29                                    | 31                                     | 102   |

## Médaillés

### Médailles d’or
| Sport      | Discipline             | Athlète(s)          | Performance | Date         |
| ---------- | ---------------------- | ------------------- | ----------- | ------------ |
| Athlétisme | 800 m T54              | David Weir          |             | 13 septembre |
| Athlétisme | 1500 m T54             | David Weir          |             | 16 septembre |
| Natation   | 200 m quatre nages SM6 | Sascha Kindred      |             | 7 septembre  |
| Natation   | 100 m nage libre S7    | David Roberts       |             | 8 septembre  |
| Natation   | 100 m nage libre S6    | Ellie Simmonds      |             | 8 septembre  |
| Natation   | 100 m brasse SB7       | Sascha Kindred      |             | 9 septembre  |
| Natation   | 100 m dos S8           | Heather Frederiksen |             | 10 septembre |

### Médailles d'Argent
| Sport                | Discipline     | Sportifs       | Performance   |
| Médailles d'argent : |                |                |               |
| Natation             | 200 m libre S2 | James Anderson | 5 min 00 s 03 |

### Médailles de Bronze
| Sport                 | Discipline                | Sportifs      | Performance   |
| Médailles de bronze : |                           |               |               |
| Natation              | 200 m individuel mêlé SM6 | Natalie Jones | 3 min 15 s 20 |
| Natation              | 200 m individuel mêlé SM7 | Matt Walker   | 2 min 50 s 10 |